# Драгановец (Копривница)
Драгановец је насељено место у саставу града Копривнице у Копривничко-крижевачкој жупанији, Република Хрватска.

## Историја
До територијалне реорганизације у Хрватској налазио се у саставу старе општине Копривница.
Драгановец као самосталоно насељено место, постоји од пописа 2001. Насеље је настало издвајањем дела насеља Копривница и представља предграђе самог града Копривнице.

## Становништво
На попису становништва 2011. године, Драгановец је имао 506 становника. За попис 1991. године, погледати под Копривница.